# Voie des pionniers
 (novembre 2013).
Si vous disposez d'ouvrages ou d'articles de référence ou si vous connaissez des sites web de qualité traitant du thème abordé ici, merci de compléter l'article en donnant les références utiles à sa vérifiabilité et en les liant à la section « Notes et références ».
La Voie des pionniers est une route touristique du Québec créée en 2007 par la Table de concertation culturelle de la MRC de Coaticook (TCCC). 

## Histoire
Un circuit culturel existe déjà depuis le début des années 2000 dans la région de Coaticook. Jusqu'à maintenant, la TCCC a instauré les 20 personnages actuels par cinq cycles sur une étendue de quatre ans :

### Première vague de personnages en 2010
Les cinq premiers personnages érigés depuis le 20 juin 2010 : Matthew Henry Cochrane (1823-1903) à Compton, Oscar Lessard (1895-1964) à Martinville, Wilfrid Morache (1856-1920) à Ste-Edwidge-de-Clifton, Hermine Malouin Lefebvre (1841-1941) à St-Venant-de-Paquette et Thomas Van Dyke (1851-1914) à East Hereford,,

### Seconde vague de personnages en 2011
Le 26 juin 2011, cinq nouveaux personnages s'ajoutent : George Gale (1824-1892) à Waterville, Georgianna Lizotte-Ouellet (1874-1950) à Saint-Malo, Marie-Marthe Paquin-Crête (1923-2006) à St-Herménégilde, Walter G. Belknap (1864-1940) à Coaticook (Baldwin Mills) et Daniel Way (1794-1875) à Barnston-Ouest (Way's Mills),

### Troisième vague de personnages en 2012
Six nouveaux personnages s'ajoutent sur la voie le 8 juillet 2012 : Bruce Baldwin (1842-1925) à Dixville, Nathaniel Jenks (1818-1891) à Coaticook (Barnston), Cécile Dessaint-Veilleux (1904-2001) à Barnston-Ouest (Kingscroft), Marie-Ange Vaillancourt Genest (1901-1997) et Estelle Bureau (1922-2007) à Compton et Lauréat Lavoie (1890-1971) à Coaticook.

### Une quatrième vague de personnages en 2013
Le 14 juillet 2013, deux nouveaux personnages ont pris place sur La Voie des pionniers : John Cass (1819-1904) à Stanstead-Est et Ellen Farwell-Ives (1836-1903) au Domaine Ives Hill de Compton.

### Une cinquième vague de personnages en 2013
Les quatre derniers personnages ont été inaugurés le 15 septembre 2013 : Arthur O. Norton (1845-1919), Sœur St-Louis de Gonzague (1837-1895) et le curé Jean-Baptiste Chartier (1832-1917) ainsi que Jeanne Bachand-Dupuis (1897-1952).

## Trajet
Les personnages suivants sont mis en valeur aux endroits suivants :
- George Gale : Waterville, rue dominion, près du château d'eau
- Ellen Farwell-Ives : Compton, au domaine Ives Hill, 9, chemin Boyce
- Marie-Ange Vaillancourt-Genest et Estelle Bureau : Compton, au parc des Lions, 25, chemin de Hatley
- Matthew Henry Cochrane : Compton, 225, chemin Cochrane
- Oscar Lessard : Martinville, au parc du Vieux-Moulin
- Wilfrid Morache : Ste-Edwidge-de-Clifton près de l’église catholique
- Georgianna Lizotte-Ouellet : Saint-Malo, près de la tour La Montagnaise
- Hermine Malouin Lefebvre: Saint-Venant-de-Paquette, près du bureau municipal, 5, chemin du Village
- Thomas Van Dyke : East Hereford, devant l’église catholique
- Marie-Marthe Paquin-Crête : Saint-Herménégilde, devant l’église catholique
- Bruce Baldwin : Dixville, au parc Lanouette, rue Chamberlain
- Walter G. Belknap : Coaticook (Baldwin), près de la plage municipale
- John Cass : Stanstead-Est, bureau municipal, 7015, route 143
- Daniel Way : Barnston-Ouest (Way's Mills), 2081, chemin Way’s Mills
- Cécile Dessaint-Veilleux : Barnston-Ouest (Kingscroft), devant l’église catholique, 3035, chemin Kingscroft
- Nathaniel Jenks : Coaticook (Barnston), près de l’église baptiste, 1169, chemin Baldwin Mills
- Lauréat Lavoie : Coaticook, devant la grange du Plateau, 129, rue Morgan
- Arthur O. Norton : Coaticook, musée Beaulne, 96 rue de l’Union
- Sœur St-Louis de Gonzague et Abbé Jean-Baptiste Chartier : Coaticook, 294, rue St-Jacques Nord
- Jeanne Bachand : Coaticook, près du Pavillon des arts, 116, rue Wellington

## Élaboration du projet
Les recherches sur les différents pionniers ont été dirigées par des étudiants de l'Université de Sherbrooke. Les différentes informations ont été cueillies à plusieurs sources : historiens, témoignages, documents, sites web, etc. C'est avec ces informations qu'Anne Dansereau, auteure et comédienne, a écrit les textes qui sont narrés par des comédiens professionnels.

## Équipe de production
- Réalisation du projet : Pittoresco
- Coordination, design et conception graphique : Josée Moisan, Stéphan Flibotte
- Bandes sonores Rédaction des textes, supervision de la traduction et des enregistrements) : Anne Dansereau
- Traduction anglaise : Suzanne Lepage et Stevenson & Writers Inc.
- Enregistrement : Larry O’Malley, Audiobec Sono/Vidéo
- Avec les voix de Normand Chouinard, James Crooks, Anne Dansereau, Lewis Evans, Lysanne Gallant, Nelson Gonyer, Jean-François Hamel, René Lefebvre, Benoit Pelletier, Jacques Quintin, Jacinthe Tremblay, Gregory Tuck